# Юнус Муса
Юнус Муса (англ. Yunus Musah, нар. 29 листопада 2002, Нью-Йорк) — американський футболіст, півзахисник італійського клубу «Мілан» і національної збірної США.

## Клубна кар'єра
Народився 29 листопада 2002 року в місті Нью-Йорк. Вихованець юнацьких команд футбольних клубів Giorgione та «Арсенал».
У дорослому футболі дебютував 2019 року виступами за команду «Валенсія Месталья», в якій провів один сезон, взявши участь у 17 матчах чемпіонату. 
До складу основної команди «Валенсії» був переведений 2019 року. За три роки провів у її складі 108 матчів усіх турнірів.
4 серпня 2023 року уклав п'ятирічний контракт з італійським «Міланом».

## Виступи за збірні
У 2016 році дебютував у складі юнацької збірної Англії (U-15), загалом на юнацькому рівні взяв участь у 32 іграх, відзначившись 4 забитими голами.
У 2020 році дебютував в офіційних матчах у складі національної збірної США.
У складі збірної — учасник чемпіонату світу 2022 року у Катарі.
| Дата       | Місто                    | Господарі         | Результат | Гості      | Турнір                                   | Голи | Примітки |
| ---------- | ------------------------ | ----------------- | --------- | ---------- | ---------------------------------------- | ---- | -------- |
| 12-11-2020 | Суонсі                   | Уельс             | 0 – 0     | США        | товариський матч                         | -    | 80'      |
| 16-11-2020 | Вінер-Нойштадт           | США               | 6 – 2     | Панама     | товариський матч                         | -    | 76'      |
| 25-3-2021  | Вінер-Нойштадт           | США               | 4 – 1     | Ямайка     | товариський матч                         | -    | 72'      |
| 28-3-2021  | Белфаст                  | Північна Ірландія | 1 – 2     | США        | товариський матч                         | -    | 46'      |
| 30-5-2021  | Санкт-Галлен             | Швейцарія         | 2 – 1     | США        | товариський матч                         | -    | 61'      |
| 9-6-2021   | Санді                    | США               | 4 – 0     | Коста-Рика | товариський матч                         | -    | 75'      |
| 7-10-2021  | Остін (Техас)            | США               | 2 – 0     | Ямайка     | Відбір до ЧС 2022                        | -    | 77'      |
| 10-10-2021 | Панама                   | Панама            | 1 – 0     | США        | Відбір до ЧС 2022                        | -    | 65'      |
| 13-10-2021 | Колумбус (Огайо)         | США               | 2 – 1     | Коста-Рика | Відбір до ЧС 2022                        | -    |          |
| 12-11-2021 | Цинциннаті               | США               | 2 – 0     | Мексика    | Відбір до ЧС 2022                        | -    | 82'      |
| 16-11-2021 | Кінгстон (Ямайка)        | Ямайка            | 1 – 1     | США        | Відбір до ЧС 2022                        | -    | 66'      |
| 27-1-2022  | Колумбус (Огайо)         | США               | 1 – 0     | Сальвадор  | Відбір до ЧС 2022                        | -    | 89'      |
| 30-1-2022  | Гамільтон                | Канада            | 2 – 0     | США        | Відбір до ЧС 2022                        | -    | 76'      |
| 24-3-2022  | Мехіко                   | Мексика           | 0 – 0     | США        | Відбір до ЧС 2022                        | -    |          |
| 27-3-2022  | Орландо                  | США               | 5 – 1     | Панама     | Відбір до ЧС 2022                        | -    | 46'      |
| 30-3-2022  | Сан-Хосе                 | Коста-Рика        | 2 – 0     | США        | Відбір до ЧС 2022                        | -    |          |
| 2-6-2022   | Цинциннаті               | США               | 3 – 0     | Марокко    | товариський матч                         | -    |          |
| 5-6-2022   | Канзас-Сіті              | США               | 0 – 0     | Уругвай    | товариський матч                         | -    | 85'      |
| 14-6-2022  | Сан-Сальвадор            | Сальвадор         | 1 – 1     | США        | Ліга націй КОНКАКАФ 2022-2023 - 1-й етап | -    |          |
| 21-11-2022 | Ер-Раян (муніципалітет)  | США               | 1 – 1     | Уельс      | ЧС 2022 - 1-й етап                       | -    | 74'      |
| 25-11-2022 | Ель-Хаур (муніципалітет) | Англія            | 0 – 0     | США        | ЧС 2022 - 1-й етап                       | -    |          |
| 29-11-2022 | Доха                     | Іран              | 0 – 1     | США        | ЧС 2022 - 1-й етап                       | -    |          |
| 3-12-2022  | Ер-Раян                  | Нідерланди        | 3 – 1     | США        | ЧС 2022 - 1/8 фіналу                     | -    |          |
| 24-3-2023  | Сент-Джорджес            | Гренада           | 1 – 7     | США        | Ліга націй КОНКАКАФ 2022-2023 - 1-й етап | -    | 57'      |
| 27-3-2023  | Орландо                  | США               | 1 – 0     | Сальвадор  | Ліга націй КОНКАКАФ 2022-2023 - 1-й етап | -    | 71'      |
| 15-6-2023  | Парадиз                  | США               | 3 – 0     | Мексика    | Ліга націй КОНКАКАФ 2022-2023 - півфінал | -    |          |
| 18-6-2023  | Парадайз                 | Канада            | 0 – 2     | США        | Ліга націй КОНКАКАФ 2022-2023 - Фінал    | -    |          |
| Усього     |                          | Матчів            | 27        |            | Голів                                    | 0    |          |

## Титули і досягнення
- Володар Суперкубка Італії (1):

«Мілан»: 2024
- Переможець Ліги націй КОНКАКАФ: 2021, 2023